# Yrjö Loimaranta
Yrjö Arvi Vilho Loimaranta (till år 1906 Lindstedt), född 26 december 1874 i Uleåborg, död 27 december 1942 i S:t Michel, var biskop i Viborgs stift åren 1935–1942. Utöver detta verkade han också som minister.
Loimaranta var aktiv inom skolvärlden och verkade bland annat inom senaten och undervisningsministeriet före sin tid som biskop. Den första tiden av Loimarantas episkopat präglades av ekonomisk och andlig optimism och den senare delen av vinterkriget och fortsättningskriget. Fastän han var biskop i Viborg, som vid hans tillträde på biskopssätet inte var ryskt, var han tvungen att med sitt domkapitel arbeta på andra orter på grund av krigen. En tid var han stationerad i Savitaipale, en annan tid i S:t Michel, dit biskopssätet också senare kom att flytta.
Loimaranta fungerade som undervisningsminister i Aimo Kaarlo Cajanders första regering och andra regering, 1922 respektive 1924.